# Musée Hector-Berlioz
Le musée Hector-Berlioz est la maison natale du musicien Hector Berlioz (1803-1869) à La Côte-Saint-André dans le Dauphiné (département de l'Isère).
Classée monument historique en 1942, elle est aujourd'hui un musée consacré à l'un des plus grands représentants du romantisme européen. Entièrement réhabilité en 2003 à l'occasion du bicentenaire de la naissance du musicien, ce musée départemental labellisé « Musée de France » fait également partie de la Fédération nationale des maisons d'écrivains et de patrimoine littéraire.
En mai 2011, le musée est labellisé Maisons des Illustres par le Ministère de la culture et de la communication.

## Situation et accès

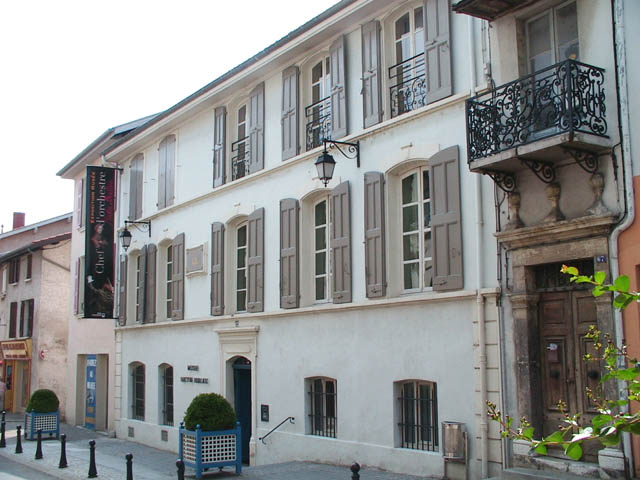
Façade et entrée du musée Hector-Berlioz, rue de la République à la Côte Saint-André

### Situation
Le musée, situé au cœur du centre-vile, au numéro 69 de la rue de la République, principale artère commerçante de la ville. L'entrée est libre aux horaires fixés par la collectivité. Situé dans une maison ancienne, le site n'est pas accessible aux personnes à mobilité réduite.
L'édifice se positionne à proximité immédiate d'autres monuments historiques de la ville, tel que l'hôtel de ville, la halle, l'hôtel de Bocsozel et le château Louis XI, principal site du festival Berlioz, accessible, depuis le musée, par des escaliers et des rues à forte déclinaison.

### Accès
Par la route
Le musée est accessible en voiture par l'autoroute Lyon-Grenoble A48, sortie Rives puis axe de Bièvre, direction La Côte Saint-André. Le secteur immédiat du bâtiment offre un nombre de places de parking limité, mais des aires de stationnement sont situés au-delà du secteur du centre ancien, notamment vers la place Hector Berlioz.
Depuis la place Hector-Berlioz, les visiteurs doivent remonter la rue Bayard face à l'Office du Tourisme, puis prendre à droite la rue de la République.
Par les transports en commun
Le réseau interurbain de l'Isère, connu sous l'appellation locale Transisère, relie la ville de La Côte-Saint-André aux autres villes de l'Isère grâce à l'installation de quatre lignes.
La gare ferroviaire la plus proche est la gare du Grand-Lemps, située à environ 10 km de La Côte Saint-André. Celle-ci se présente sous la forme d'une halte ferroviaire desservie par les trains TER Auvergne-Rhône-Alpes de la relation de Lyon-Perrache.

## Histoire: la Maison natale devenue Musée

### Une maison particulière

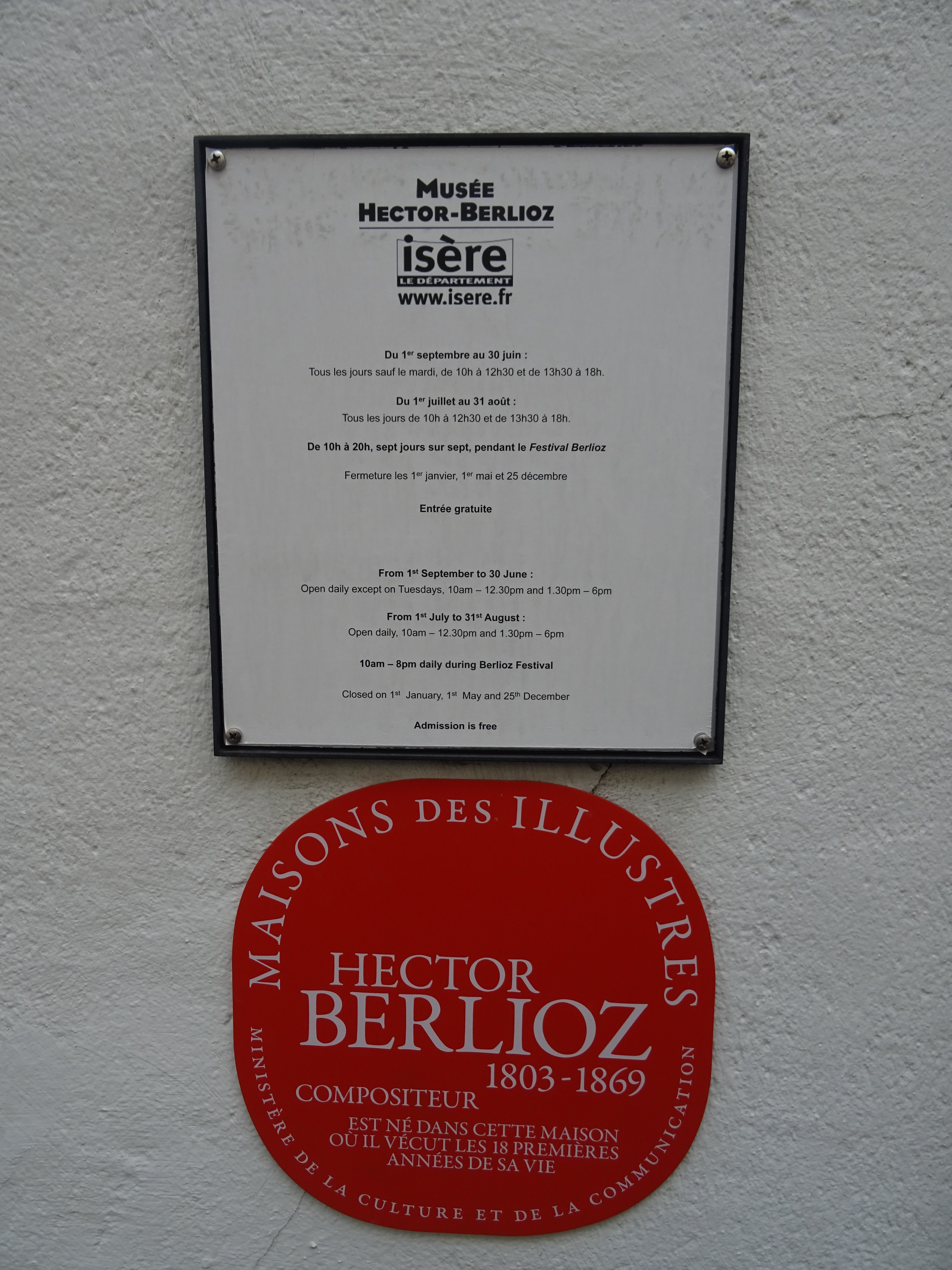
Sigle de la Maison des Illustres, sur la Maison Berlioz à La Côte-Saint André, Isère (France).

Construite en 1680, la demeure fut acquise vers 1730 par l'arrière-grand-père d'Hector Berlioz qui la reconstruit alors presque entièrement pour lui donner son apparence actuelle avec son jardin d'agrément. La famille Berlioz y vécut jusqu'en 1848, date de la disparition du docteur Berlioz, père du compositeur. C'est alors la sœur d'Hector qui hérite de la propriété. Domiciliée à Estressin en Isère, elle n'a pas le courage de s'en séparer. Ce sont ses filles Joséphine et Nancy qui mettront en vente la maison qui sera vendue en 1874 à des commerçants. Puis en 1886, la maison est de nouveau mise en vente et trouve acquéreur auprès de Brunet-Manquat, épicier en gros. Peu à peu un Comité pour Berlioz se mobilise pour l'acquisition de la maison afin d'y créer un musée. L'association Les amis de Berlioz est fondée en juin 1931.

### Un musée associatif
En 1932 Madame Dumien en fait don à l’« Association des amis de Berlioz », devenue ensuite l'association nationale Hector-Berlioz (ANHB), le 13 avril 1962  qui y crée le musée, inauguré par le ministre d'État Édouard Herriot le 7 juillet 1935.
À la suite de difficultés de gestion du musée, le sénateur de l'Isère Jean Boyer, élu depuis peu président de l'association, propose en 1968, la cession des bâtiments au conseil départemental de l'Isère, l'association assurant toujours la gestion des collections du musée. Une première restauration débute en 1969, c'est à cette occasion qu'une peinture murale, datant probablement du XVIIe siècle, est retrouvée sous les papiers peints du salon-bibliothèque.

### Un musée départemental
En 1996, l'Association nationale Hector-Berlioz (ANHB), cède la gestion du musée au Conseil départemental de l'Isère. Au terme de plusieurs mois de travaux, le musée se voit doté d'une toute nouvelle salle d'exposition temporaire au rez-de-chaussée de la maison.
En août 2000, le musée accueille sa première exposition temporaire "Berlioz musicien raconté par Berlioz écrivain"

### La rénovation de 2003

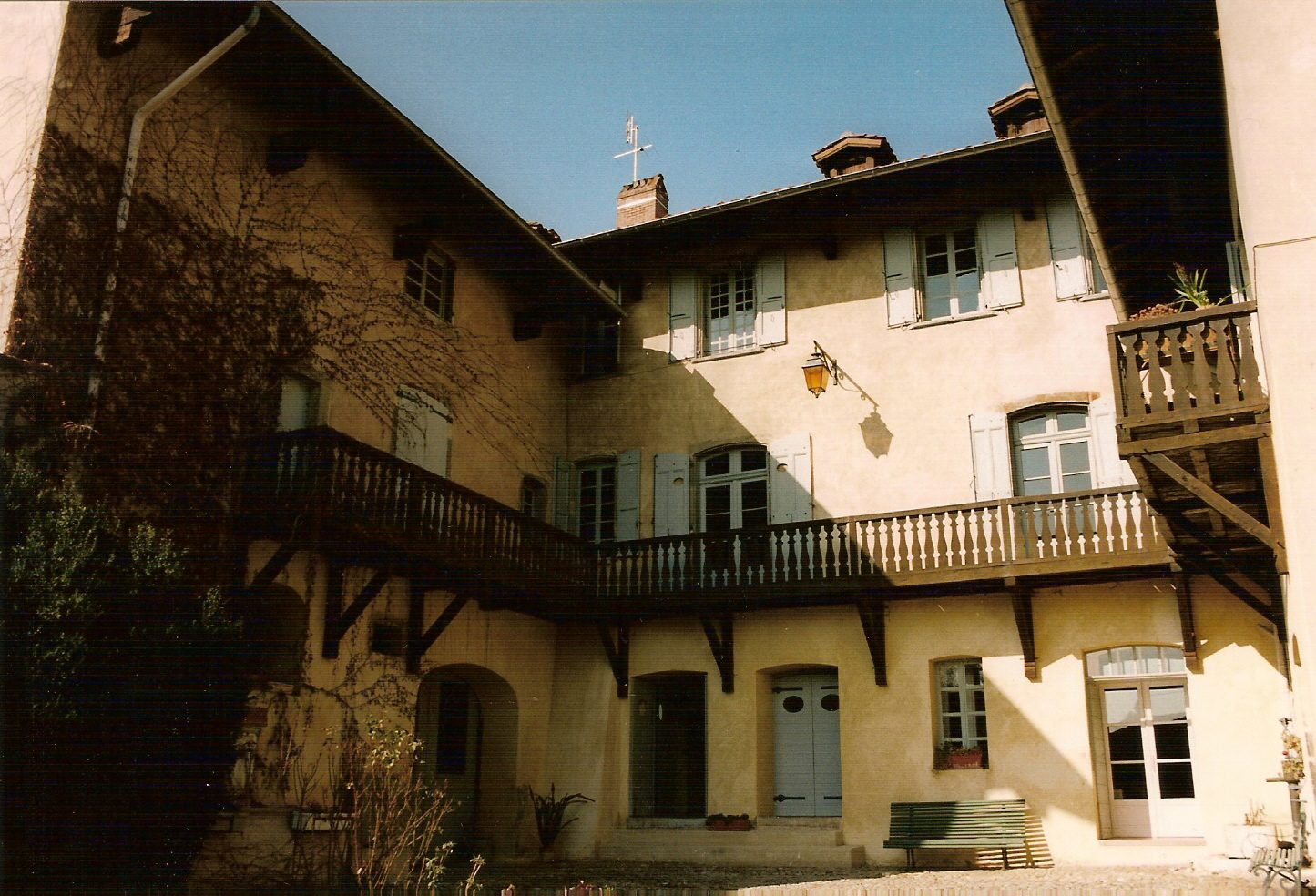
Le musée Hector Berlioz côté cours et jardin en 2007

Entre le début janvier 2002 et juin 2003, le musée Hector-Berlioz a été entièrement rénové et restauré pour la célébration du bicentenaire de la naissance du compositeur.
À cette occasion, le transfert des bureaux permet également la réouverture des pièces du 1er étage comme le cabinet du Dr Berlioz et la chambre d'Hector, jusque-là occupée par les bureaux du Festival Berlioz. Les décors d'origine de sa chambre furent d'ailleurs redécouverts lors de la restauration. Les anciennes caves sont également réaménagées pour accueillir chaque année une nouvelle exposition temporaire. De plus, les nouveaux aménagements permettent la création de salles d'expositions permanentes consacrées au Romantisme, à la biographie et à l’œuvre littéraire et musical du maître. Un auditorium est également créé dans une remise attenante au jardin.
Le musée permet l'accès aux chercheurs à son Centre de Documentation sur rendez-vous ; l'espace pédagogique est ouvert pour le jeune public et les scolaires. Le site est également le siège de l'Association nationale Hector-Berlioz.
Pour le public à mobilité réduite le musée est partiellement accessible : jardin, rez-de-chaussée, expositions temporaires et auditorium.

## Description: les pièces de la maison
Les pièces sont présentées selon les indications présentes sur le site du musée Berlioz[réf. nécessaire]

### Premier niveau

#### La cuisine
C'est l'une des pièces qui a le mieux conservé l'atmosphère d'origine du début du XIXe siècle. Par le débarras, celle-ci s'ouvrait sur une chambre à coucher. Le mobilier et les objets de la vie quotidienne ont été rajoutés et ne sont donc pas tous liés à la maison Berlioz.

#### Le petit salon à manger
Ce salon abritait les repas en famille, de façon plus intime et raffinée que la cuisine. Les placards ont été garnis de vaisselle et de linge, selon les inventaires du docteur Berlioz. Cette pièce a conservé son décor d'époque, le salon à manger évoque les ancêtres du musicien.

#### Le cabinet du Docteur Berlioz
Le cabinet du Dr Berlioz permet de pénétrer dans l'intimité d'un bourgeois savant et éclairé de la fin du siècle des Lumières. Vide de tout mobilier d'origine, le réaménagement de cette pièce s'inspire des inventaires des intérieurs dauphinois.

#### La chambre d'Hector Berlioz
La dernière restauration a permis de découvrir les décors peints datant de l'enfance d'Hector. Ce sont les murs de cette pièce qui furent les premiers témoins de sa passion pour l'amour et la musique, avant son départ à Paris à l'âge de dix-huit ans.

Quelques photos de l'intérieur de la maison (1er niveau)
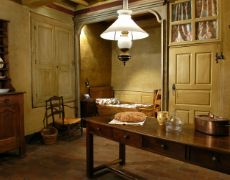
Cuisine
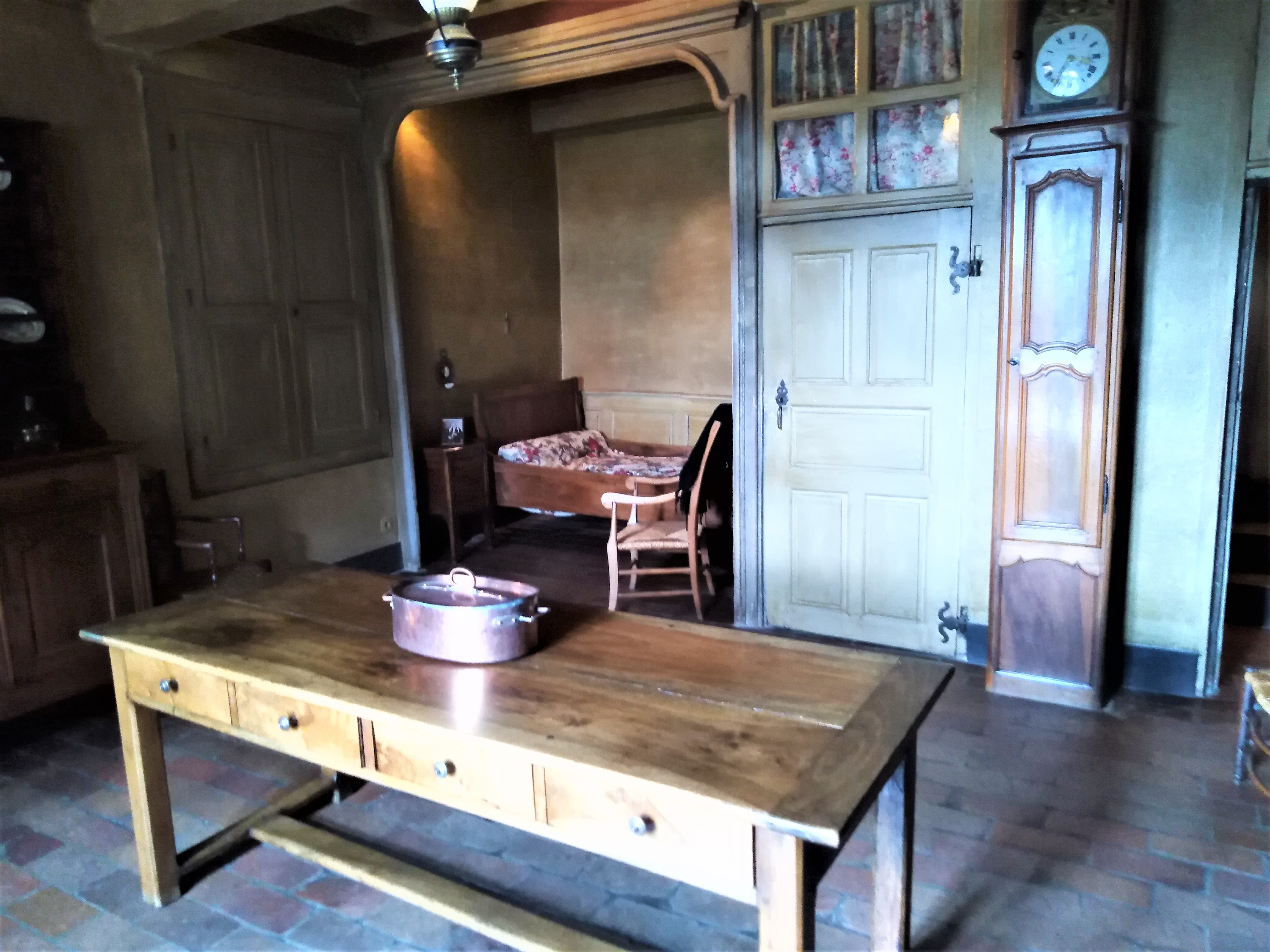
Cuisine
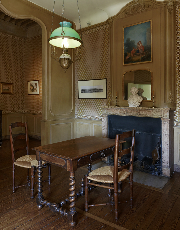
Salle à manger
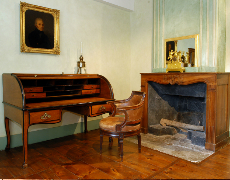
Cabinet du Docteur Berlioz
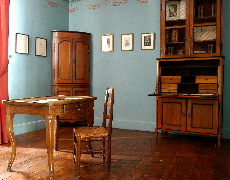
Chambre d'Hector

### Deuxième niveau

#### Le petit salon bibliothèque
La restauration de cette pièce, qui a probablement contenu une bibliothèque, a permis de mettre au jour une très jolie fresque de style Louis XVI, décoration naïve aux motifs de cerises et de fleurs des champs. Le salon témoigne aujourd'hui de la vie intime et amoureuse de Berlioz. Quatre femmes inspirent et enflamment le musicien : chacune d'elles éclaire un épisode de la vie de l'homme qui les a aimées. L'une d'elles, Harriet Smithson, lui donne un fils unique : Louis.

#### La chambre natale
Grand salon de réception de la famille, la tradition rapporte que c'est dans cette pièce qu'Hector vit le jour. Elle devient prétexte à l'évocation de la vie de Berlioz à Paris et de ses nombreux voyages. Pendant plus de vingt-cinq ans, Berlioz parcourt l'Europe de Bruxelles à Saint-Pétersbourg et de Moscou à Londres.

#### Le grand salon
Dans cette grande pièce de réception, aux boiseries de style Louis XV d'origine, fut celle où retentirent les premières notes de musique du jeune Berlioz. C'est ici qu'il prend avec d'autres enfants de La Côte ses premiers cours donnés par un maître de musique que son père et quelques familles amies font venir de Lyon.

Quelques photos de l'intérieur de la maison (2e niveau)
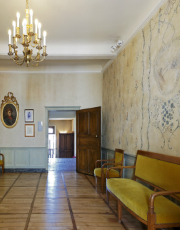
Salon bibliothèque
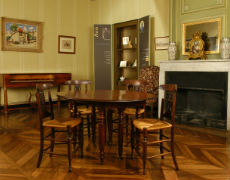
Chambre natale d'Hector Berlioz
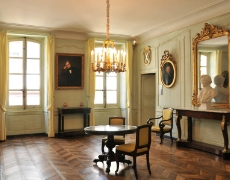
Grand Salon
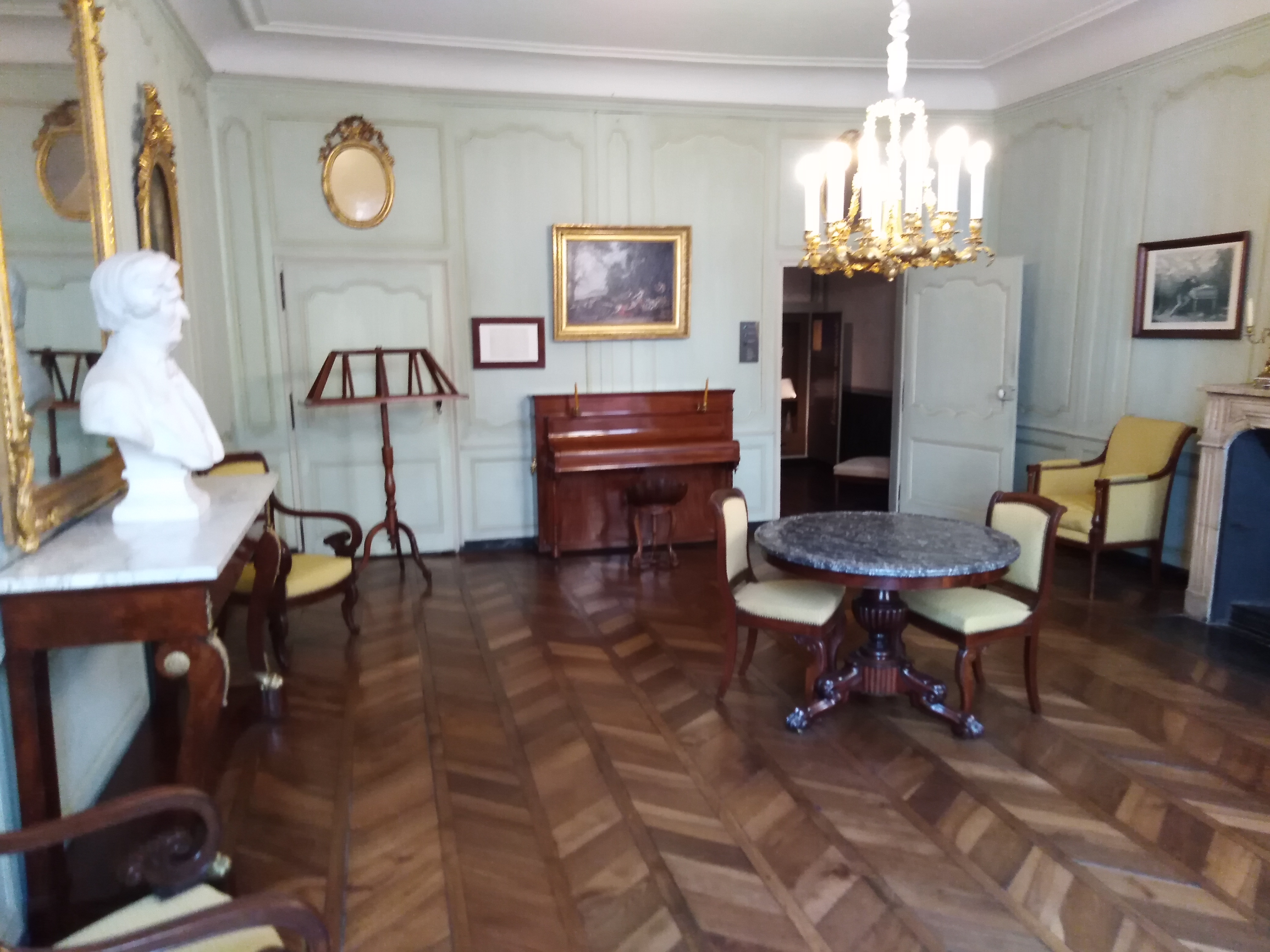
Grand Salon

### Troisième niveau

#### La chambre d'Adèle
Bien que l'agencement et l'affectation de toutes les pièces de la maison ne soient pas toutes bien identifiées, cette pièce est connue comme étant celle de la « sœur chérie » de Berlioz. Elle fait découvrir aux visiteurs les relations privilégiées qu'entretient le compositeur avec ses sœurs Adèle et Nancy, puis avec ses nièces, tout au long de sa vie.

#### La chambre de Nancy
Peu différente de la précédente, cette chambre permet d'évoquer les dernières années de la vie du compositeur, sa mort à Paris et la naissance d'un véritable culte autour de sa personnalité. Dès la fin du XIXe siècle, on commence à redécouvrir son œuvre.

Quelques photos de l'intérieur de la maison (3e niveau)
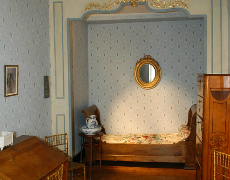
Chambre d'Adèle
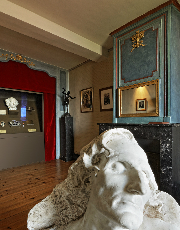
Chambre de Nancy

## Collections

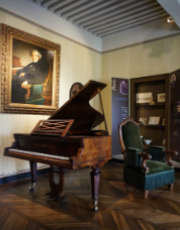
Piano Erard ayant appartenu à Marie Recio et Hector Berlioz - Musée Hector-Berlioz (chambre natale)

Les meubles et les objets d'origine ont pour la plupart disparu. Ils ont été reconstitués au fil du temps, conformément aux descriptions écrites par son père, et certains proviennent des différentes demeures du musicien. Sont exposés du mobilier d'époque, des partitions originales, des instruments de musique lui ayant appartenu, des lettres autographes, des tableaux, des gravures, des couronnes ou encore des médailles honorifiques.

### Le piano Erard
Le piano Érard ayant appartenu à l’épouse du compositeur a été retrouvé après un siècle et demi de disparition. L’histoire débute en Normandie. Sa propriétaire qui souhaite s’en débarrasser le met en vente sur le site Le bon coin au prix de 800 €.

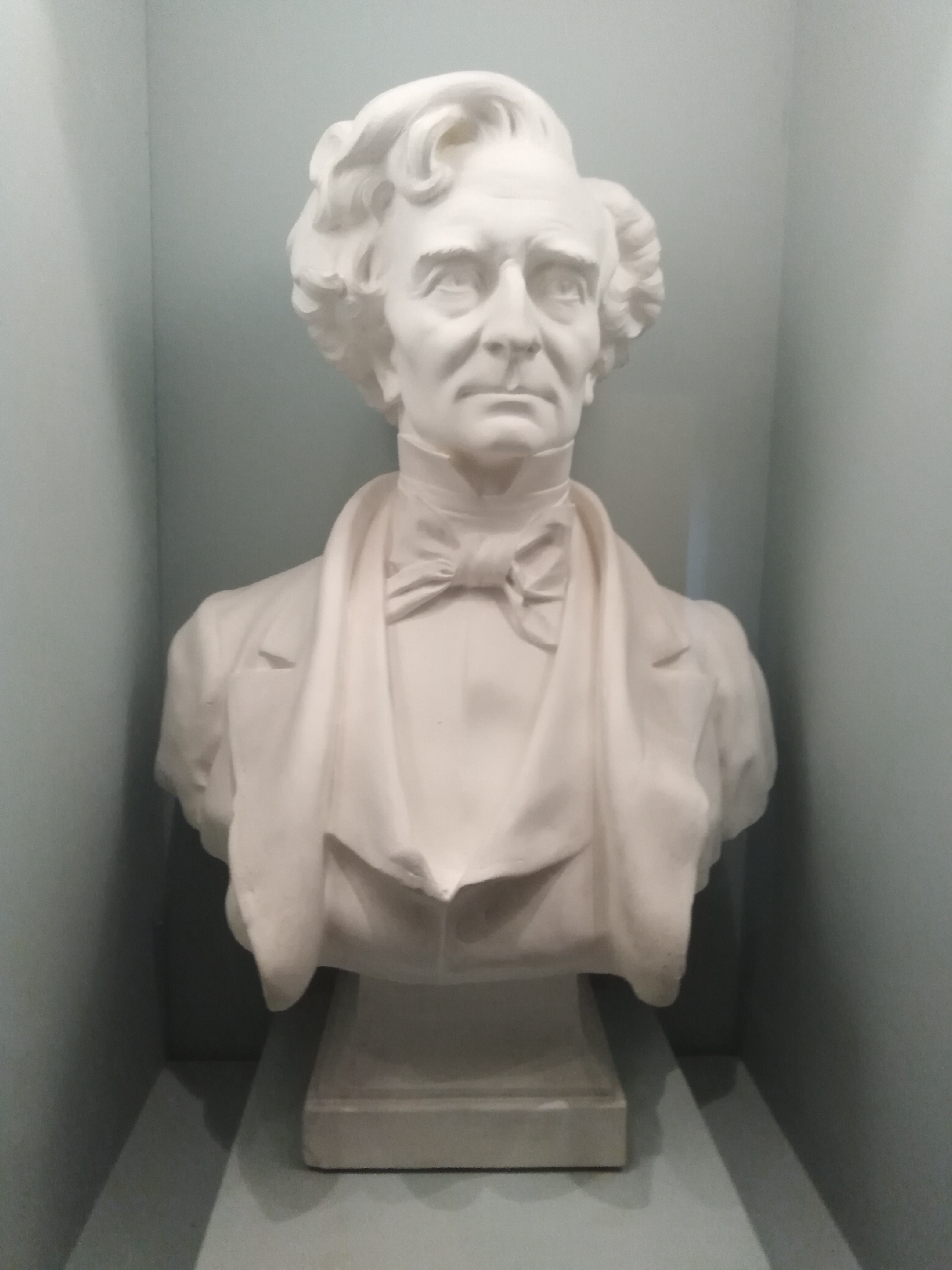
Buste de Berlioz par Émile Joseph Carlier (1885)

Fortement sollicitée par de nombreux collectionneurs français et étrangers, la personne essaie d’en savoir plus et découvre qu’il fut acheté en 1847 par la maîtresse de l'époque du compositeur, qui devint son épouse plus tard, Marie Recio. À l'été 2014, la propriétaire du piano contacte le musée pour faire part de l’existence de l'instrument. C'est ainsi que ce quart de queue en palissandre de Rio a intégré les collections départementales[réf. souhaitée]. Désormais, l'instrument de musique est exposé dans la chambre natale de l’artiste.

## Expositions temporaires

### Liste des expositions temporaires

#### Années 2000
- 2000 : Berlioz musicien raconté par Berlioz écrivain
- 2001 : Hector Berlioz. Les paysages de l'enfance en Dauphiné
- 2004 : Berlioz et Hugo. Fantasmes d'Orient (du 10 juillet au 10 octobre)[10]
- 2005 : Chef d'orchestre (du 18 juin au 31 décembre)[11].
- 2006 : Damnation ! Berlioz et l'Allemagne (du 30 juin au 31 décembre)[12].
- 2007 : En avant la musique ! Fanfares, harmonies et orphéons (du 30 juin au 31 décembre)[13].
- 2008 : Les divas. Les interprètes de Berlioz (du 27 juin au 31 décembre) [14].
- 2009 : Jongkind, des Pays-Bas au Dauphiné (du 21 juin au 31 décembre)[15].

#### Années 2010
- 2010 : Berlioz en Russie (du 1er juillet au 31 décembre 2010)[16].
- 2011 : Fantin-Latour interprète Berlioz (du 9 juillet au 31 décembre 2011)[17].
- 2012 : Berlioz et l'Italie. Voyage musical (du 30 juin au 31 décembre 2012)[18].
- 2013 / 2014 : Richard Wagner. La légende orchestrée (du 22 juin 2013 au 6 janvier 2014)[19].
- 2014 / 2015 : La musique : du phonographe à Internet (du 21 juin 2014 au 26 avril 2015)[20].
- 2016 : Benvenuto Cellini. Une orfèvrerie musicale (du 25 juin au 31 décembre)[21].
- 2017 : Métamorphoses musicales,exposition de sculptures de Thierry Chollat (du 1er au 30 avril)[22].
- 2017 : Berlioz à Londres, au temps des Expositions universelles (du 30 septembre au 30 juin)[23].
- 2018 : Sacré Berlioz ! Les images d'un iconoclaste (du 23 juin 2018 au 31 décembre 2018)[24].
- 2019 : Trop fort Hector ! (du 21 mai 2019 au 31 décembre 2019)[25].

## Hector Berlioz à La Côte Saint-André

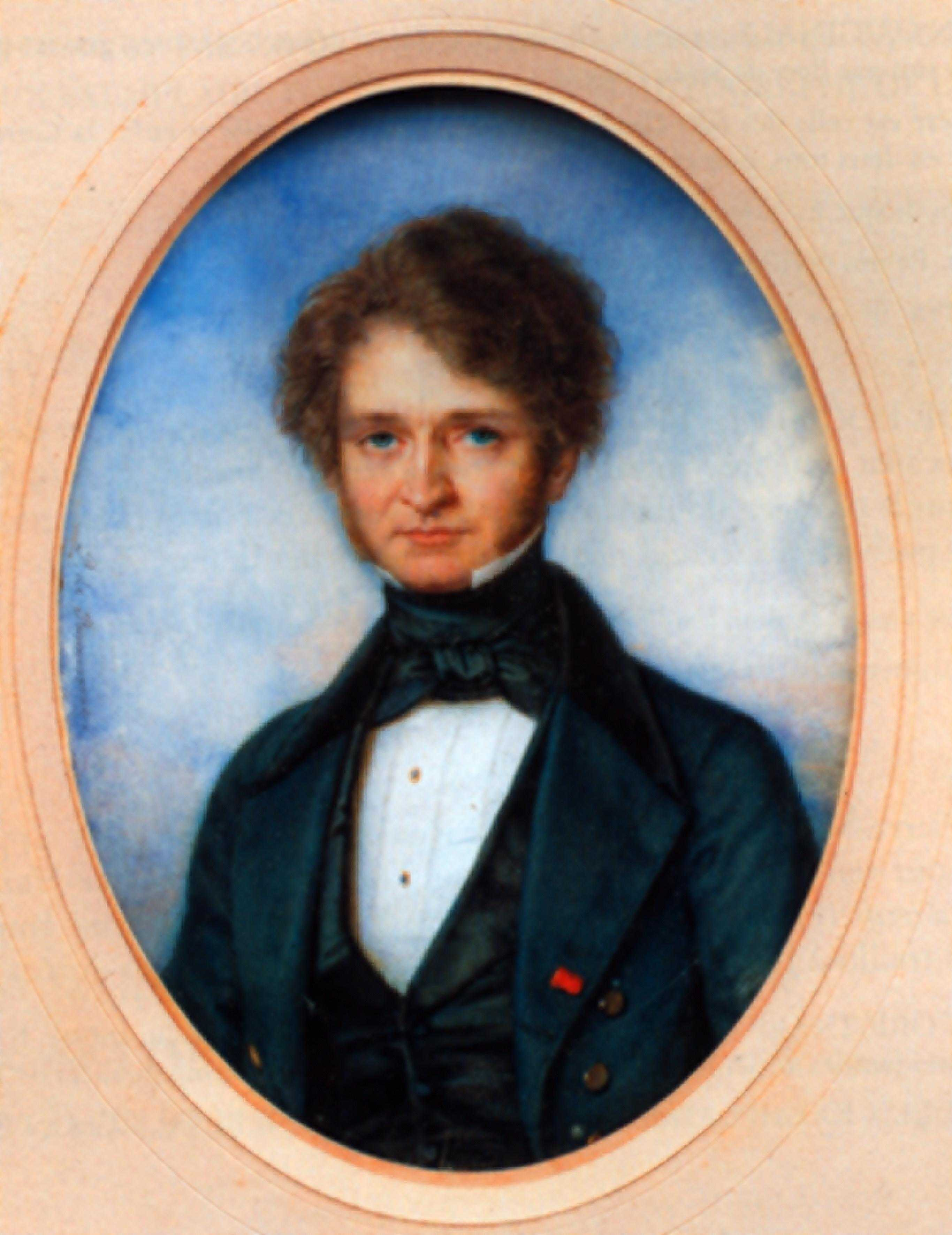
Miniature sur ivoire. Vers 1840 Coll. Musée Hector-Berlioz © Musée Hector-Berlioz

"Je suis né le 11 décembre 1803 à la Côte Saint-André, très petite ville de France, située  dans le département de l'Isère entre Vienne, Grenoble et Lyon."
Le 11 décembre 1803 à cinq heures du soir Hector Berlioz nait dans cette demeure bourgeoise du centre-ville de La Côte-Saint-André où il passe son enfance et son adolescence, apprend la musique (flûte et guitare) et compose ses premières romances. Fils du médecin Louis Berlioz et d'Antoinette-Joséphine Marmion, il quitte le Dauphiné à 18 ans en 1822 pour aller étudier la médecine à Paris et s'inscrire au Conservatoire de Paris.
Hector Berlioz reviendra ensuite à de nombreuses reprises dans la demeure familiale, chaque année pour des vacances entre 1823 et 1825, puis en 1828.
En 1830, Hector Berlioz remporte le Prix de Rome avec sa cantate Sardanapale, comme l'impose le concours il part donc se former à la Villa Médicis, en chemin il s'arrête pour un séjour à La Côte Saint-André du 3 janvier au 9 février 1831. Il fera de même à son retour d'Italie y séjournant de début juin à fin octobre 1832.
Il faudra ensuite attendre l'année 1840 pour revoir Hector sur sa terre natale, venu rendre visite à son père mal portant ; puis en 1845, il profitera d'une série de concerts à Lyon pour passer une journée avec son père à la Côte Saint-André, le 9 juillet. C'est ensuite accompagné de son fils Louis qu'il reviendra rendre une dernière visite à son père du 8 au 20 septembre 1847.
C'est pour des raisons funestes qu'il reviendra ensuite à la Côte Saint-André, tout d'abord après le décès de son père en août 1848 et enfin du 12 au 25 septembre 1854 pour régler la succession du Dr Berlioz.

## Festival Berlioz

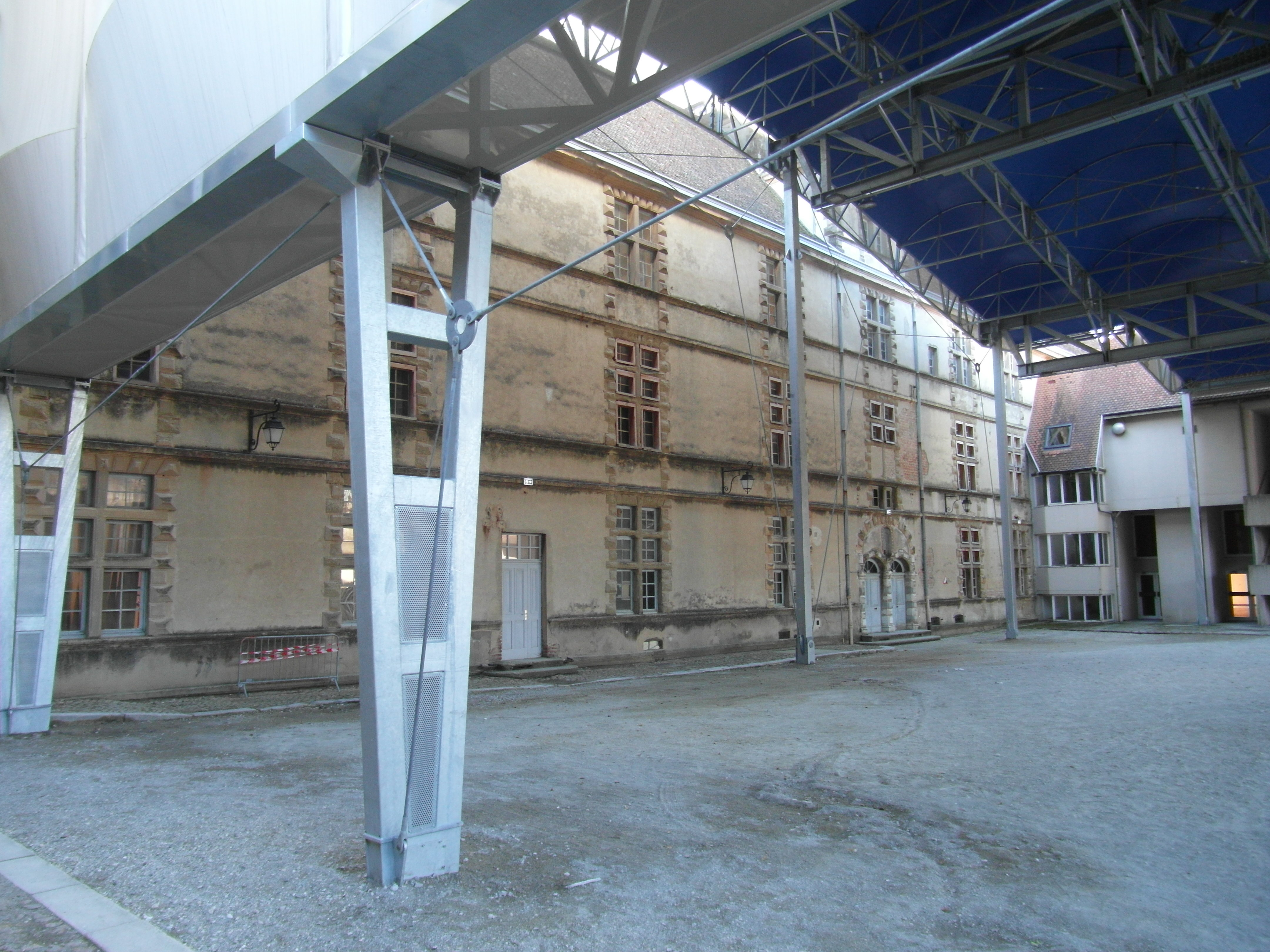
Dôme de l'auditorium du château de La Côte Saint-André

Le Festival Berlioz a lieu chaque année depuis 1994, à la fin du mois d'août, au musée Hector-Berlioz, dans les rues de la ville, sous la charpente de la halle médiévale, au cinéma ainsi que dans les églises des villes et villages environnants.
Au musée Hector-Berlioz, chaque année le jardin est mis en musique avec une série de concerts dénommé « Sous le balcon d'Hector ». Des cycles de conférences sont également organisés sur le site.